# Сатурналии
Сатурналии (на латински: Saturnalia) при древните римляни е празник в чест на бог Сатурн, с името на който жителите на Лациум свързвали земеделието и реколтата. Честването протичало през втората половина на декември.

## Произход
Произходът на този празник според Макробий и Овидий произлиза от Янус, който дава празненства в чест на Сатурн, след неговото изчезване от Лациум. Според легендата Зевс гони титана Кронос или Сатурн от Олимп, и той решава да потърси убежище на италианския полуостров. Там Сатурн управлява с бог Янус латинския народ. Този период от историята на Рим се определя като „Златен век“.
Поражението при Тразименското езеро в 217 г. пр. н.е. става претекст жреците да реформират ритуала за празнуване на сатурналиите.

## Календар
Празненствата започвали първоначално на 15-и, 14 дни преди календите на януари (29 декември), а в юлианския календар на 17-и преди календите (на 31 декември); различието било туширано, когато при управлението на Юлий Цезар, Сатурналиите протичали 3 дни. При Октавиан Август те станали 4, при Калигула 5 дни, като достигат 7 дни при Диоклециан – между 17 и 24 декември.
На 25 декември се отпразнувало раждането на „Непобедимото слънце“.

## Празнуване
По времето на Сатурналиите обществените работи били отменени, учениците не учели, забранено било да се наказват престъпниците. Всички военни или търговски действия били спрени, а училищата и съда затворени. В спомен на „Златния век“ робите били освобождавани от задълженията си. Те получавали правото на изказват свободно мнението си, да критикуват господарите си, да седят заедно с тях на една маса, както боговете споделяли трапезата си с хората по времето на Сатурн. Като символ на свободата им, робите имали правото на носят фригийската шапка (pilleus), символ на освободените роби.
В обикновеното римско семейство празникът започвал с жертвоприношение – в чест на бога колели прасе, теле и овца. По повод празника хората си пожелавали „весели сатурналии“ и си подарявали подаръци, saturnalia и sigilaria. Според авторите става дума за восъчни свещи (cerei) и тестени или керамични фигурки. Първите символизирали зимното слънцестоене, което напомняло бог Сатурн, а фигурките служели като играчки за децата.
Макробий дава повече от единно обяснение за използването на фигурки. Той казва че в Африка, по-точно в Картаген, хората извършвали човешки жертвоприношения на Сатурн, поради лошо разбиране на ритуала. За да спре тази практика, Херкулес им предлага вместо деца да принасят на олтара човешки керамични фигурки.
Обществените мероприятия започвали от храма на Сатурн на Форума, следвало религиозно пиршество, в което участвали сенаторите и конниците. Храмовете и сградите били украсявани с венци. По време на празника се отвързвали лентичките обгръщащи храма на Сатурн на хълма Капитолий. В този храм се пазело съкровището на града и военните символи. През цялата година той бил завързан и затворен, за да не избяга бог Сатурн и да не изостави римляните както преди. Само по време на празника, хората пускали бога, за да празнува с тях.